# Decoriatrivia ritteri
Decoriatrivia ritteri är en snäckart som först beskrevs av Raymond 1903.  Decoriatrivia ritteri ingår i släktet Decoriatrivia och familjen Triviidae. Inga underarter finns listade i Catalogue of Life.